# CSI-Effekt
Vom CSI-Effekt wird in der Rechtswissenschaft der USA gesprochen, wenn die Auswirkungen kriminologischer Fernsehserien auf das Verhalten sowohl von Geschworenen als auch Verbrechern untersucht werden.
Der Begriff bezeichnet den Umstand, dass die Geschworenen an US-Gerichten seit Mitte der 1990er Jahre, beeinflusst durch zahlreiche die Forensik thematisierende Fernsehserien wie CSI: Den Tätern auf der Spur, verstärkt auf forensische Beweise pochen und beim Fehlen ebendieser eher geneigt sind, Angeklagte für unschuldig zu befinden, oder aber, wenn die Beweise gegen den Angeklagten sprechen, ihn unter Missachtung weiterer Umstände schuldig sprechen.
Nach einigen Urteilen, die sich scheinbar auf ein derartiges Verhalten zurückführen ließen, sind viele US-Staatsanwälte inzwischen dazu übergegangen, Geschworene abzulehnen, die sich als Fans von CSI: Den Tätern auf der Spur, Crossing Jordan oder ähnlichen Serien bezeichnen. Allerdings ist die wissenschaftliche Literatur zu der Erkenntnis gekommen, dass es nicht zu einer solchen Beeinflussung von Geschworenen durch forensische Serien kommt.
Ein Problem besteht darin, dass viele der Serien keine Dokumentationen über reale Kriminalfälle sind, sondern imaginäre darstellen, und manche der dargestellten Möglichkeiten reine Fiktion sind, da sie über den Stand der Technik hinausgehen oder gar aus prinzipiellen Gründen unmöglich sind. So sind zum Beispiel der Verbesserung der Schärfe von Bildern, anders als häufig im Fernsehen zu sehen, durch die Auflösung der Optik und die Körnung des Films oder die Pixelzahl des CCD-Chips prinzipielle Grenzen gesetzt. Auch Dauer, Verbreitung, Fehleranfälligkeit und Zuverlässigkeit von Analysen werden nicht immer realistisch dargestellt. So sind Opfer und Angehörige von Opfern offenbar zunehmend mit polizeilichen Untersuchungen unzufrieden, da ihnen nur schwer zu vermitteln ist, dass Analysen und Gutachten Tage oder auch Monate erfordern können, anstatt quasi sofort verfügbar zu sein, wie in den Serien dargestellt.
Einen weiteren Aspekt des CSI-Effekts stellt die Sorge dar, dass Kriminelle durch forensische Serien Tipps bekommen. Neben vielen unrealistischen Techniken geben Serien wie CSI: Den Tätern auf der Spur auch Hinweise auf die Arbeit von Ermittlern, z. B. in Bezug auf die Verwertung von Fingerabdrücken und DNA-Spuren.
Ob der CSI-Effekt tatsächlich existiert ist noch nicht letztlich geklärt. 2015 veröffentlichten Baranowski und Hecht eine Arbeit, dass ein solcher Effekt auf Geschworene nicht existiert. Beeinflussung durch TV-Serien nachweisen konnten hingegen wissenschaftliche Arbeiten aus 2011 im Journal of Forensic Siences und ebenfalls im Jahr 2015 John Alldredge
Die erste Episode der 15. Staffel von CSI: Vegas trägt im Original – sozusagen als Selbstreferenzierung – den Titel The CSI Effect.